# Montalbano di Mori

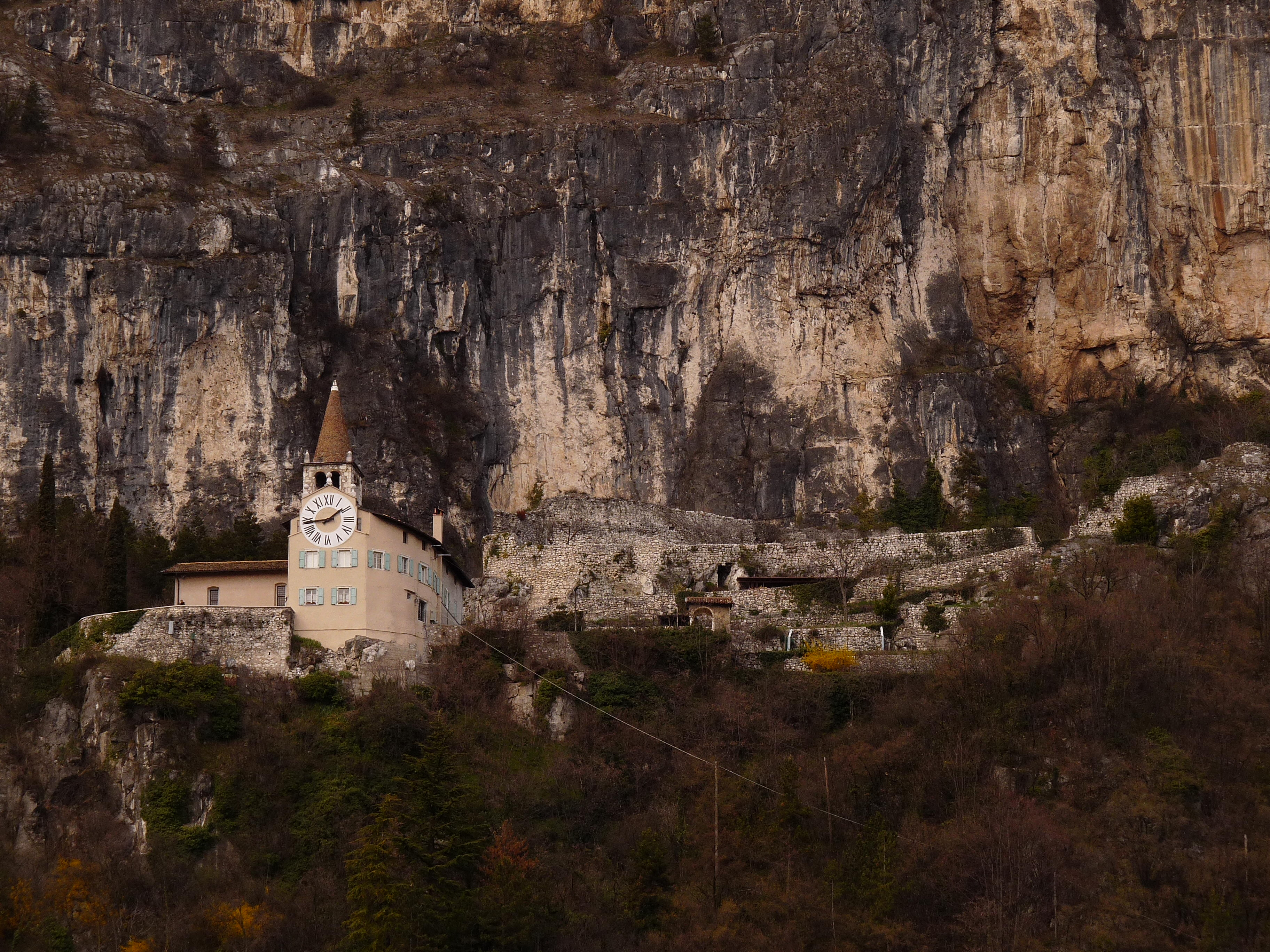
Il Santuario dedicato alla Madonna dell'Annunziata e i resti del Castel Albano

Monte Albano è una bastionata rocciosa posta ai piedi del monte Faè nel comune di Mori in Trentino. 

## Storia
Monte Albano è stata una zona abitata e frequentata sin dal periodo del bronzo. Sono state trovate tracce risalenti al 1900-1500 a.C. Lo scarso materiale rinvenuto si trova al Museo civico di Rovereto. L'abitato apparteneva alla cultura dei castellieri trentini. l'intera zona era costituita da altre alture, che davano vita ad altri castellieri: quella del Santuario, del Castello e del Doss Mota. A causa dell'aumento della popolazione, l'abitato venne ampliato ai piedi del Monte Albano.

## Geografia
Il clima è continentale: sono presenti un boschetto di pini, querce e più in basso vi è il paesaggio della vite. Il Monte Faè fa parte della catena del Baldo-Stivo-Faè che, con la catena del Baldo, forma un vallone di origine tettonica: la Val Lagarina. La parte della vallagarina, compresa tra la valle dell'Adige e quella del Basso Sarca, è la valle del Cameras. 

## Monumenti e luoghi d'interesse

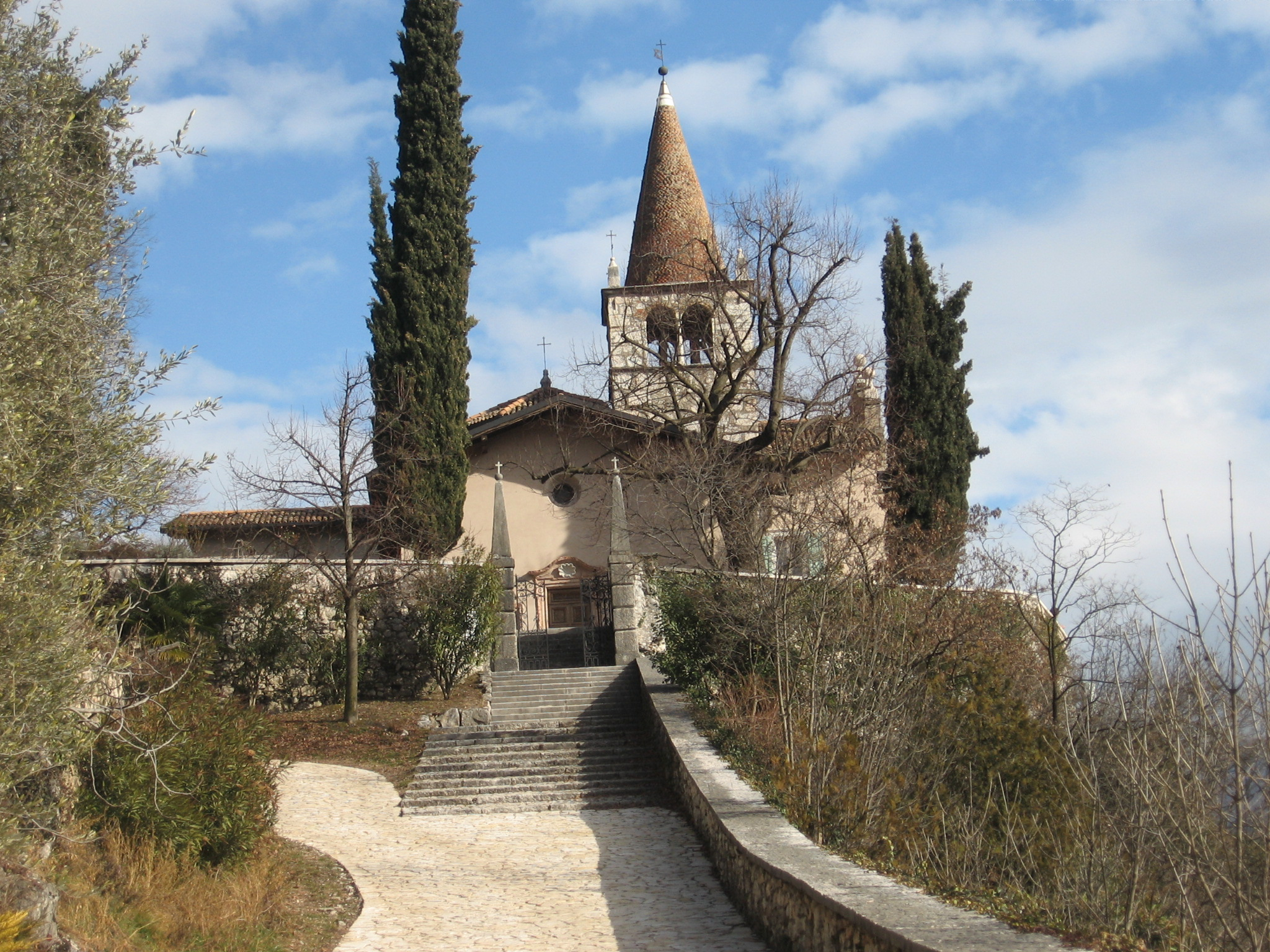
Il Santuario

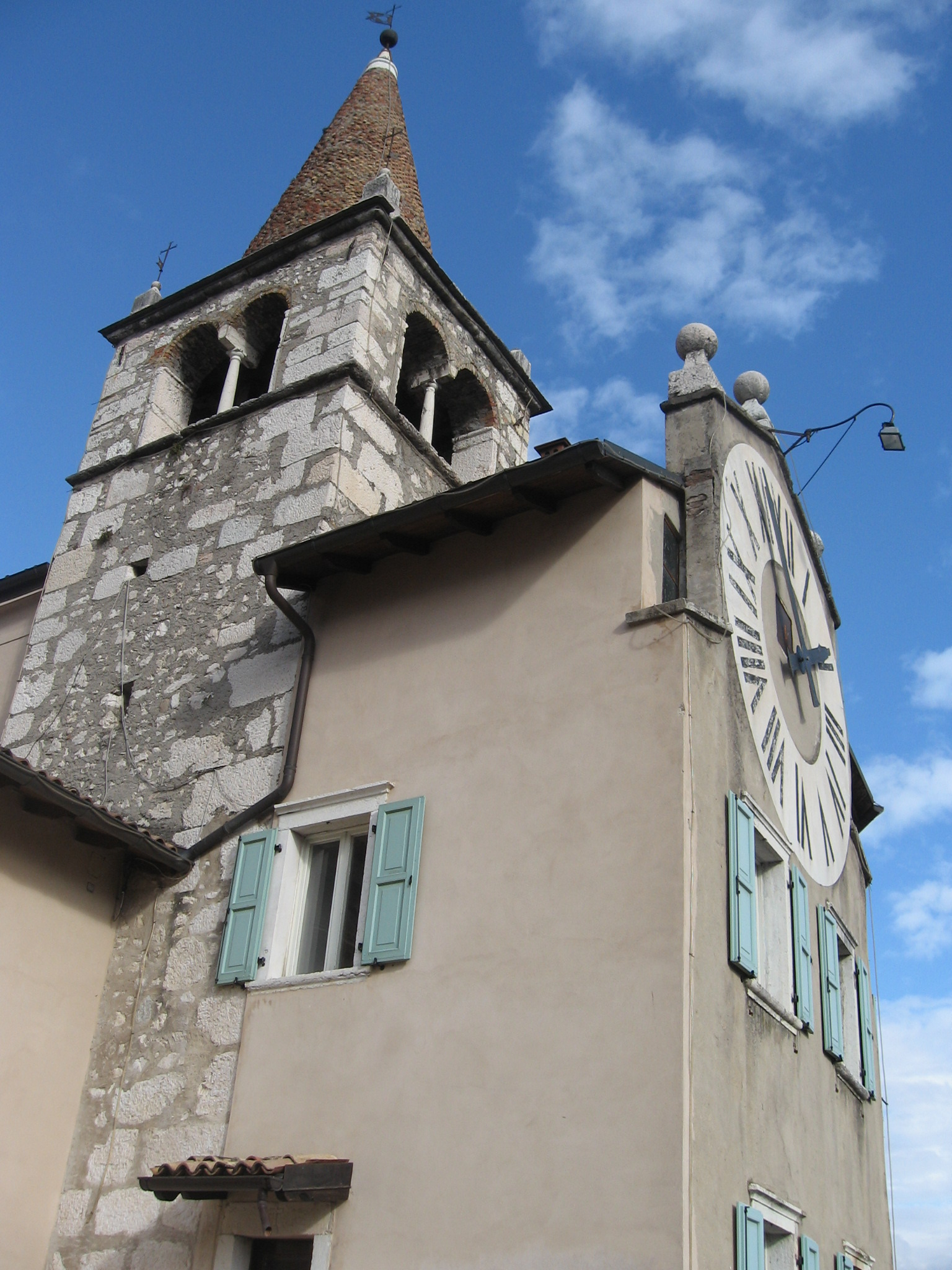
Il campanile e l'orologio

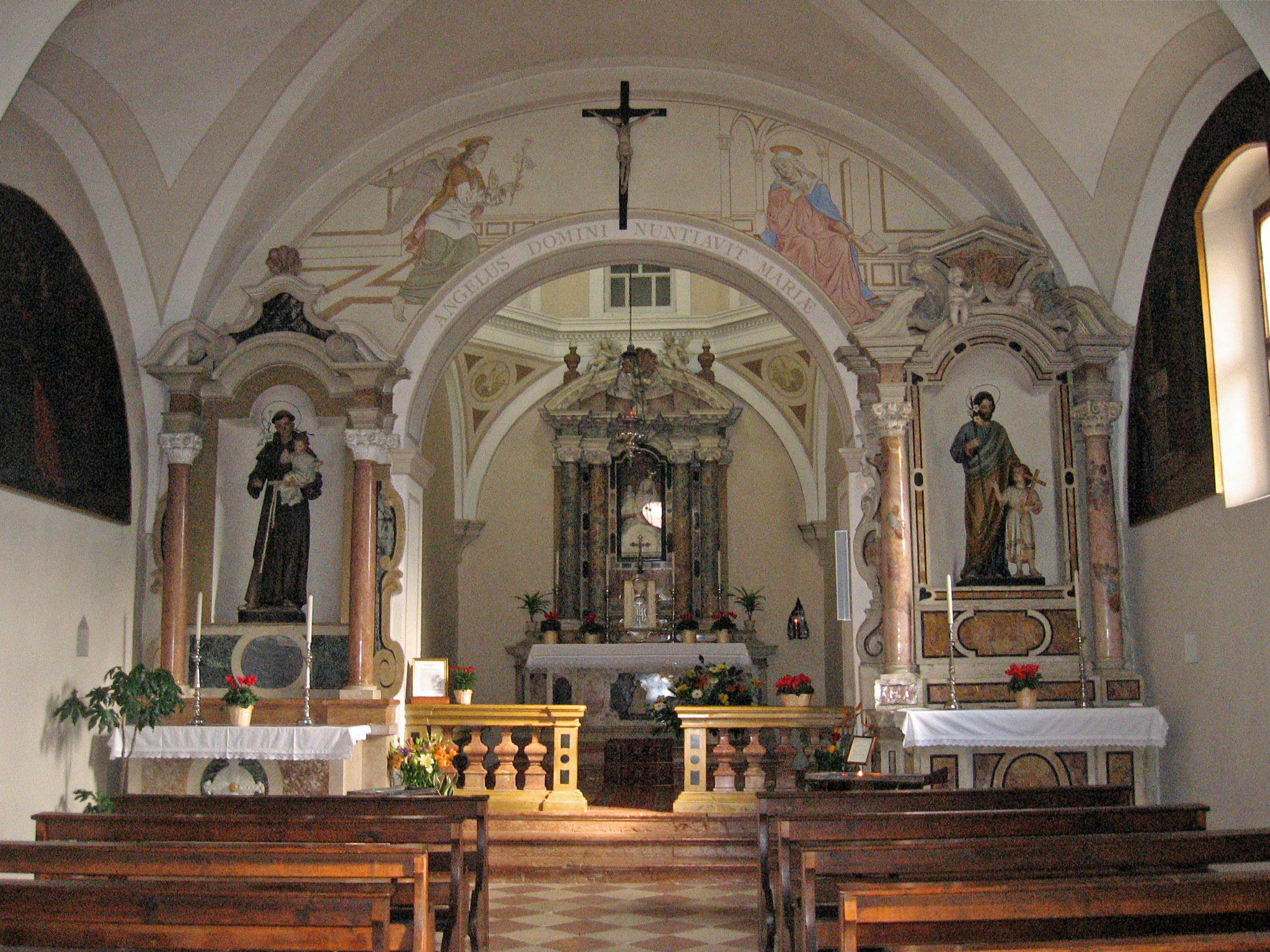
Interno della chiesa

- Lungo la Valle dell'Adige sorgono i Pipel, rocce di forma conica, alle quali venivano attribuiti un'anima possente e divina. Accanto a queste pietre sacre sorgevano i villaggi come a Corno presso il Pipel di Tierno e l'abitato di Monte Albano, presso il Pipel di Mori Vecchio.
- Castel Albano, detto anche castello di Montalbano, è un edificio di epoca medievale attivo per circa tre secoli fino al 1439 quando fu saccheggiato e distrutto. In seguito fu abbandonato e cadde in rovina.
- Santuario dell'Annunciazione della Beata Maria Vergine. Si trova nei pressi del castello di Montalbano. Centoventi anni dopo la distruzione del castello, venne edificato un santuario dedicato all'Annunciazione. La gente che realizzò il santuario era gente povera, devota, che viveva in case modeste, tra i campi, i boschi. Per i visitatori del Cinquecento e del Seicento, il santuario doveva essere qualcosa di entusiasmante. Probabilmente questa chiesa era stata edificata dai Castelbarco, a carattere votivo ed espiatorio. Il campanile è a cuspide di cotto veronese, simile agli altri campanili preesistenti a Mori, con orologio a bifore romaniche. All'interno della chiesa si conservano due tele che rappresentano i fatti della nascita di Gesù (Visita di santa Elisabetta e Natività del pittore Baroni di Borgo sacco). Vi sono altre due tele Gesù ritrovato nel Tempio e Presentazione del Tempio del pittore Balata di Rovereto risalenti al XVII secolo. Per arrivare al santuarip vi sono più strade. Superati due capitelli (uno del 1692 a Sant'Anna, l'altro del 1693 a Gesù) una scalinata porta al sagrato della chiesa. Nel 1957 il santuario fu restaurato. La porta del santuario ha sei pannelli  di Luigi Bombana:
- 1556: costruzione del Santuario;
- 5/8/1703: solenne Voto di ringraziamento, poiché il paese non era stato invaso dai francesi;
- 1809: fine del Regno di Baviera e dei Quattro Vicariati e inizio del Regno d'Italia;
- 1914-1918: Prima guerra mondiale
- 1940-1945: Seconda guerra mondiale

Sulla stessa vi è scritta “Ob multa et crebra sacrificia – B. Virgini Annuntiate plebs Muriana grata”.

## Sport
Sulla parete sovrastante Montalbano, si sviluppa la via ferrata Ottorino Marangoni. 
Nella zona si pratica anche l'arrampicata sportiva.